# Liancalus zhenzhuristi
Liancalus zhenzhuristi är en tvåvingeart som beskrevs av Negrobov 1979. Liancalus zhenzhuristi ingår i släktet Liancalus och familjen styltflugor.
Artens utbredningsområde är Sydkorea. Inga underarter finns listade i Catalogue of Life.